# Gottschalk Timmermann
Gottschalk Timmermann (* in Riga; † 7. Februar 1570 in Lübeck) war Kaufmann und Lübecker Ratsherr.

## Leben
Der aus Riga nach Lübeck zugewanderte Kaufmann Gottschalk Timmermann wurde 1559 in den Lübecker Rat erwählt. 1561 war er gemeinsam mit dem Ratssyndicus Johann Rudel Gesandter der Stadt bei der Krönung von König Erik XIV. von Schweden. Im Folgejahr 1562 war er in einer Lübecker Gesandtschaft gemeinsam mit dem Ratsherrn Johann Kerkring und einem Ratssekretär erneut bei Erik XIV., um die Lübecker Handelsprivilegien in Schweden bestätigen zu lassen. Den Ausgang dieser für Lübeck wie seine Gesandten desaströsen diplomatischen Mission beschrieb der Lübecker Chronist Reimar Kock. Im Jahr 1563, dem Jahr des Ausbruchs des Dreikronenkrieges, war Timmermann als Gesandter Lübecks in Antwerpen, wo er den Vertrag über die Verlegung des Brügger Hansekontors nach Antwerpen und dessen Begründung dort abschloss. Er vertrat die Stadt auf den Hansetagen 1564 und 1566 in Lübeck.
Timmermann war in erster Ehe mit einer Tochter des Lübecker Ratsherrn Hinrich Kerckring verheiratet; in zweiter Ehe mit einer Tochter des Ratsherrn Lambert von Dalen. Er bewohnte das Haus Königstraße 35 in Lübeck.